# 斜翼
斜翼（学名：Plagiopteron suaveolens），为卫矛科斜翼属下的一个植物种，属于中国国家二级重点保护野生植物。
斜翼属曾经被认为有2个种，即斜翼和华斜翼（Plagiopteron chinense），目前学术界一般将华斜翼视为本种的同物异名。故现斜翼属仅有本种一种。